# 1428 Момбаса
1428 Момбаса (1428 Mombasa) — астероїд головного поясу, відкритий 5 липня 1937 року.
Тіссеранів параметр щодо Юпітера — 3,241.